# Sophisti-pop
Sophisti pop – gatunek muzyczny, powstały w połowie lat 80. Szczególną popularność zdobył w Anglii. Charakteryzuje się wypolerowanym, patetycznym brzmieniem popu/nowej fali z wpływami jazzu i rocka. Tematyka tekstów skupia się często wokół miłości, problemów życiowych. Gatunek bywa żartobliwie nazywany mondeo popem.

## Niektórzy przedstawiciele gatunku
ABC, Aztec Camera, Basia, Scritti Politti, Simply Red, Simple Minds, Prefab Sprout, Johnny Hates Jazz, Sade, Everything but a Girl, Swing Out Sister, No Limits